# Stephanauge acanellae
Stephanauge acanellae is een zeeanemonensoort uit de familie Hormathiidae.
Stephanauge acanellae is voor het eerst wetenschappelijk beschreven door Verrill in 1883.